# Eburia didyma
Eburia didyma là một loài bọ cánh cứng trong họ Cerambycidae.